# Pelle Pingvin
Pelle Pingvin (engelska: Chilly Willy), tecknad filmpingvin skapad av animatörerna Alex Lovy och Tex Avery för Walter Lantz Studios 1953. Snart kom även en serieversion. Serien publicerades på svenska i tidningen Hacke Hackspett.